# Amtsgericht Preußisch Holland
Das Amtsgericht Preußisch Holland war ein preußisches Amtsgericht mit Sitz in Preußisch Holland, Ostpreußen.

## Geschichte
Das königlich preußische Amtsgericht Preußisch Holland wurde mit Wirkung zum 1. Oktober 1879 als eines von zehn Amtsgerichten im Bezirk des Landgerichtes Braunsberg im Bezirk des Oberlandesgerichtes Königsberg gebildet. Der Sitz des Gerichtes war Preußisch Holland. Aufgehoben wurde die Gerichtskommission Preußisch Holland beim Kreisgericht Mohrungen. Sein Gerichtsbezirk umfasste den Kreis Preußisch Holland ohne den Teil, der den Amtsgerichten Liebstadt und Mühlhausen zugeordnet war. Am Gericht bestanden 1888 zwei Richterstellen. Das Amtsgericht war damit ein großes Amtsgericht im Landgerichtsbezirk.
Im Jahre 1945 wurden der Amtsgerichtsbezirk unter polnische Verwaltung gestellt und die deutschen Einwohner vertrieben. Damit endete auch die Geschichte des Amtsgerichtes Preußisch Holland.